# Francisco Yanguas
Francisco Javier Yanguas Fernández, né le 19 décembre 1972, est un homme politique espagnol membre de l'Union du peuple navarrais (UPN).

## Biographie

### Vie privée
Il est marié et père d'un fils.

### Activités politiques
Il est premier adjoint au maire de 1999 à 2003 puis maire de Fitero de 2003 à 2015.
Le 20 novembre 2011, il est élu sénateur pour Navarre au Sénat et réélu en 2015 et 2016.